# Anabarhynchus webbi
Anabarhynchus webbi är en tvåvingeart som beskrevs av Lyneborg 2001. Anabarhynchus webbi ingår i släktet Anabarhynchus och familjen stilettflugor. Inga underarter finns listade i Catalogue of Life.